# Anna Gęsicka
Anna Gęsicka – polska literaturoznawczyni, doktor habilitowana nauk humanistycznych, nauczyciel akademicki Uniwersytetu Mikołaja Kopernika w Toruniu, specjalistka w zakresie literaturoznawstwa.

## Życiorys
W 2003 na podstawie napisanej pod kierunkiem Macieja Abramowicza rozprawy pt. Stéréotype de la vieillesse dans la poésie française du Xve siecle uzyskała na Wydziale Filologicznym Uniwersytetu Mikołaja Kopernika w Toruniu stopień naukowy doktora nauk humanistycznych (dyscyplina: literaturoznawstwo, specjalność: literaturoznawstwo). Tam też otrzymała w 2014 stopień naukowy doktora habilitowanego nauk humanistycznych w dyscyplinie literaturoznawstwo.
Została nauczycielem akademickim w Instytucie Literaturoznawstwa Wydziału Humanistycznego Uniwersytetu Mikołaja Kopernika w Toruniu. Była zatrudniona w Katedrze Filologii Romańskiej Wydziału Filologicznego Uniwersytetu Mikołaja Kopernika w Toruniu.